# Gouvernement Pella
Pour les articles homonymes, voir Pella.
République italienne
De Gasperi VIII Fanfani I
Le gouvernement Pella (en italien : Governo Pella) est le gouvernement de la République italienne entre le 17 aout 1953 et le 18 janvier 1954, durant la IIe législature du Parlement.

## Composition
Composition du gouvernement : 
- Démocratie chrétienne
- Indépendants

### Président du conseil des ministres
Giuseppe Pella

### Listes des ministres
D'après Frédéric Attal :
- Ministres sans portefeuille : Pietro Campilli (Cassa del Mezzogiorno) ; Salvatore Scoca (réforme de l'administration)
- Affaires étrangères : Giuseppe Pella
- Intérieur : Amintore Fanfani
- Garde des Sceaux : Antonio Azara (indépendant)
- Trésor : Silvio Gava
- Budget : Giuseppe Pella
- Finances : Ezio Vanoni
- Défense : Paolo Emilio Taviani
- Instruction publique : Antonio Segni
- Transports : Bernardo Mattarella
- Marine marchande : Fernando Tambroni
- Travaux publics : Umberto Merlin
- Agriculture et forêts : Rocco Salomone
- Postes et télécommunications : Modesto Panetti
- Industrie et commerce : Pietro Malvestiti
- Travail et affaires sociales : Leopoldo Rubinacci
- Commerce extérieur Costantino Bresciani Turroni (indépendant)